# Капский скворцовый конёк
Капский скворцовый конёк, или капская трясогузка (лат. Macronyx capensis), — вид птиц семейства трясогузковых. Выделяют два подвида. Распространены в Африке.

## Описание
Красногорлый скворцовый конёк достигает длины 19—20 см и массы около 55 г. У взрослых самцов голова, задняя часть шеи, спина и надхвостье с тёмно-коричневыми перьями с серой окантовкой, что в значительной степени имитирует оперение жаворонков. Продольная полоса от оранжево-жёлтого до жёлтого цвета проходит от основания клюва над глазами. Горло и верхняя часть груди ярко-оранжевого цвета. Остальная часть груди окрашена в коричневый, серый и желтоватый цвета. Эта часть тела отделена от оранжевой области полосой от коричневого до чёрного цвета в форме подковы или выступа, которая образует своего рода воротник. Брюхо, бока и бёдра оранжево-рыжего цвета. В хвосте 12 рулевых перьев. Пара средних рулевых перьев серовато-коричневые, каждое перо по обе стороны от них коричневое, а две группы из четырёх внешних перьев коричневые с белой окантовкой и белыми кончиками. Средние рулевые перья немного короче боковых, что делает хвост слегка раздвоенным. Клюв, ноги и когти серовато-коричневые. Радужная оболочка от оранжево-коричневого до орехового цвета. Самки более тусклые, у них жёлтое горло и гораздо более слабая полоса на груди. У молоди грязно-жёлтое горло, нечёткая полоса на груди и желтовато-белая нижняя часть тела.
Песня представляет собой повторяющийся звук «cheewit…cheewit». Позывка звучит как «tsweet», а также характерен мяукающий сигнал тревоги.

## Места обитания и биология
Красногорлый скворцовый конёк обитает на прибрежных и горных лугах, часто у воды. Обычно встречается на высоте до 2300 м над уровнем моря, поодиночке или гнездящимися парами. Одной из поведенческих характеристик этих птиц является склонность стоять вертикально на камнях, муравейниках или больших зарослях травы, при этом выпятив грудь.
Питается на земле насекомыми и их личинками, в состав рациона входят также семена. Гнездо чашеобразной формы сооружается из древесных сухих волокон и корешков и располагается у основания кустов, часто в их центре. В кладке от трёх до четырёх яиц кремового цвета с голубоватым оттенком, покрытых красновато-коричневыми пятнами на конце.

## Подвиды и распространение
Выделяют два подвида:
- Macronyx capensis capensis (Linnaeus, 1766) — юго-запад и юг ЮАР
- Macronyx capensis colletti  Schou, 1908 — юго-восток Ботсваны, Зимбабве, Замбия, юг Мозамбика и восток ЮАР